# 里奧艾維足球俱樂部
里奧艾維足球俱樂部（葡萄牙語：Rio_Ave_Futebol_Clube），是葡萄牙孔迪镇的一个足球俱乐部，成立于1939年。主场位于里奥艾维足球俱乐部体育场。该队现参加葡萄牙足球超级联赛。

## 荣誉
- 葡萄牙足球乙级联赛
  - 冠军：1981, 1986, 1996, 2003